# Moosinning
Moosinning – miejscowość i gmina w Niemczech, w kraju związkowym Bawaria, w rejencji Górna Bawaria, w regionie Monachium, w powiecie Erding. Leży około 5 km na południowy zachód od Erdinga, przy drodze B388.

## Demografia
| Rok  | Liczba mieszk. |
| ---- | -------------- |
| 1970 | 2 899          |
| 1987 | 3 569          |
| 2000 | 4 616          |
| 2007 | 5 316          |

Dane o ludności z 31 grudnia 2008:
| Opis                                | Ogółem | Ogółem | Kobiety | Kobiety | Mężczyźni | Mężczyźni |
| ----------------------------------- | ------ | ------ | ------- | ------- | --------- | --------- |
| Jednostka                           | osób   | %      | osób    | %       | osób      | %         |
| Populacja                           | 5381   | 100    | 2663    | 49,49   | 2718      | 50,51     |
| Wiek przedprodukcyjny (0–17 lat)    | 1162   | 21,59  | 568     | 10,56   | 594       | 11,04     |
| Wiek produkcyjny (18–65 lat)        | 3432   | 63,78  | 1691    | 31,43   | 1741      | 32,35     |
| Wiek poprodukcyjny (powyżej 65 lat) | 787    | 14,63  | 404     | 7,51    | 383       | 7,12      |

## Polityka
Wójtem gminy jest Pamela Kruppa z CSU, poprzednio urząd ten obejmował Rudolf Ways, rada gminy składa się z 20 osób.
|      | CSU | SPD | BB | Bürgerschaft Eichenried | Razem |
| 2008 | 7   | 5   | 4  | 4                       | 29    |
| 2002 | 5   | 5   | 3  | 3                       | 16    |

## Oświata
W gminie znajdują się dwa przedszkola (150 miejsc) oraz szkoła podstawowa z częścią Hauptschule (20 nauczycieli, 370 uczniów).